# Constantin S. Constantin
Constantin S. Constantin, romunski general, * 1889, † 1948.